# Lieova grupa
Lieova grupa (čti „liova“) je matematický pojem pojmenovaný po norském matematikovi Sophusi Lieovi. Lieovy grupy spojují dohromady pojmy grupy a hladké variety, díky čemuž představují přirozený matematický model tzv. spojitých symetrií. Lieovy grupy jsou mocným nástrojem v mnoha oblastech matematiky, ale také prakticky ve všech oblastech moderní fyziky, od mechaniky a teorie pole až po částicovou fyziku.

## Definice
Lieovou grupou se nazývá každá grupa G, na níž je zároveň dána struktura hladké variety tak, že zobrazení {\displaystyle (g,h)\rightarrow g\cdot h} a {\displaystyle g\rightarrow g^{-1}} jsou spojitá a nekonečně diferencovatelná.
Lieovy grupy lze zobecnit i pro komplexní případ. Stačí v definici nahradit hladkou varietu varietou komplexní a spojitost holomorfností.

## Klasifikace
Lieovy grupy (stejně, jako jiné grupy) členíme na dva základní typy: abelovské grupy a neabelovské grupy. Formálně rozlišuje abelovské a neabelovské grupy hodnota veličiny zvané komutátor. Ten má nenulovou hodnotu u neabelovských grup.
Pro Lieovy grupy (zejména jejich aplikace ve fyzice) je významná klasifikace, kterou vypracoval Felix Klein, Sophus Lie, Wilhelm Killing a zejména francouzský matematik Élie Cartan. Tato klasifikace se řadí k nejvýznamnějším výsledkům novodobé matematiky vůbec a díky ní dnes známe všechny typy tzv. prostých Lieových grup. Tvoří je čtyři tzv. regulární typy, označované písmeny A, B, C a D. Tyto grupy se dají reprezentovat jako grupy invertibilních lineárních zobrazení nějakého vektorového prostoru. Typ A obsahuje grupy, které pozůstávají ze všech lineárních zobrazení n-rozměrného prostoru, které mají determinant 1, příslušná grupa se značí {\displaystyle A_{n-1}=SL(n,V)}. Typ C obsahuje grupy pozůstávající ze zobrazení, které zachovávají antisymetrickou nedegenerovanou bilineární formu na prostoru V dimenze 2n, značíme {\displaystyle C_{n}=Sp(2n,V)}. Tato grupa se nazývá symplektická. Typ B a D se skládají z ortogonálních grup {\displaystyle O(n,V)} nad prostorem liché (B) resp. sudé (D) dimenze.
Kromě toho existuje také pětice tzv. výlučných (též sporadických) Lieových grup, označovaných symboly G2, F4, E6, E7, E8. Teorie Lieových grup, zejména pak zmíněných pěti výlučných typů, má hlubokou vnitřní souvislost s oktoniony.